# Nuclei del tronco encefalico
I nuclei del tronco encefalico sono aggregati di corpi di neuroni (soma) facenti parte della sostanza grigia. Tali gruppi sono associati ai sistemi proiettivi discendenti ed ascendenti (nervi in uscita ed in entrata dal/al sistema nervoso centrale) che percorrono il tronco encefalico. Tali nuclei vengono classificati in base alla loro localizzazione anatomica nelle diverse parti del tronco encefalico, pertanto i nuclei posti a livello bulbare prendono la denominazione di nuclei bulbari, quelli posti a livello del Ponte di Varolio vengono denominati nuclei pontini e quelli posti a livello del mesencefalo, nuclei mesencefalici. Una considerazione a parte merita la formazione reticolare, sia per la localizzazione (estesa a tutto il tronco encefalico), sia per la varietà di connessioni a diverso significato funzionale.
Gli assoni che trasportano informazioni da e per i nervi cranici, prima di raggiungere tali nervi, formano sinapsi con questi nuclei.

## Anatomia

### Nuclei propri
I nuclei propri si ritrovano associati alle vie nervose ascendenti (che trasportano informazioni al sistema nervoso centrale) e discendenti (che trasportano informazioni al sistema nervoso periferico) e non sono collegati direttamente alla fuoriuscita dei nervi encefalici. In base alla loro localizzazione anatomica vengono suddivisi in tre gruppi: nuclei propri del bulbo, del ponte e del mesencefalo.

#### Nuclei propri del bulbo
I nuclei del bulbo raccolgono le informazioni provenienti dal midollo spinale, nella porzione postero-dorsale (lato rivolto verso l'alto) del bulbo. In corrispondenza del fascicolo gracile si trova il nucleo del fascicolo gracile da cui prende il nome (riceve la propriocezione e la sensibilità vibratoria proveniente dalle gambe e della parte inferiore del tronco); similarmente, in corrispondenza del fascicolo cuneato, si trova il nucleo del fascicolo cuneato, che riceve la propriocezione e la sensibilità vibratoria proveniente dalle braccia e dalla parte superiore del tronco. Lateralmente al nucleo cuneato è posto il nucleo cuneato accessorio. Nel terzo inferiore del bulbo si trova il nucleo del cordone laterale; tale denominazione gli viene attribuita in quanto affianca lateralmente la faccia profonda del cordone laterale. Lateralmente al sistema piramidale nella zona ventrale (rivolta verso il basso) del bulbo si trova un aggregato di sostanza grigia denominata nucleo olivare inferiore; a tale nucleo sono associati due nuclei accessori, le paraolive, rispettivamente paraoliva mediale e paraoliva dorsale.

#### Nuclei propri del ponte
Queste formazioni grigie, sono associate alle vie nervose che dalla corteccia del telencefalo trasportano informazioni alla corteccia del cervelletto. Esse vengono denominate nuclei basilari; a livello del piede del ponte si riconoscono piccole formazioni di neuroni sparse che per la loro posizione alla base del ponte, prendono il nome di nuclei basilari del ponte. Sul percorso della via acustica centrale che porta le informazioni relative agli stimoli sonori dalle cellule ciliate acustiche dell'organo del Corti fino alla corteccia uditiva temporale primaria (area 41 e 42 di Brodmann), si incontrano diverse formazioni grigie a diverso significato fisiologico quali: nucleo del lemnisco laterale, nucleo del corpo trapezoide, nucleo olivare superiore.

#### Nuclei propri del mesencefalo
Percorrendo le vie discendenti del sistema extrapiramidale si incontrano diverse formazioni associate a tale via quali: nucleo rosso (posizionato nella calotta mesencefalica), a livello del mesencefalo e nel diencefalo ritroviamo i nuclei del fascicolo longitudinale mediale o nuclei mesencefalici del fascicolo longitudinale mediale dei quali fanno parte il nucleo interstiziale di Cajal posto nella parete laterale del III ventricolo ed il nucleo del tubercolo quadrigemello posto sopra la commessura posteriore. Continuando la discesa a livello del terzo inferiore del mesencefalo, fra i nuclei rossi troviamo il nucleo interpeduncolare ed infine fra il piede del mesencefalo e la regione subtalamica del diencefalo incontriamo una regione laminare costituita da un aggregato di neuroni ricchi in melanina; la ricchezza in melanina rende quest'ultimo nucleo molto scuro e quindi viene denominato sostanza nera.

### Nuclei dei nervi cranici
A livello dorsale del tronco encefalico (calotta) sono localizzati i nuclei dei nervi cranici, tali nuclei sono disposti in maniera caratteristica è pertanto possibile individuare sei zone del tronco encefalico che differiscono per posizione anatomica e per funzione.
Nei nuclei si ritrovano i corpi (soma) dei neuroni i quali inviano i propri assoni dai nuclei all'esterno del tronco dell'encefalo, tali assoni vengono raccolti in fasci di maggiori dimensioni denominati nervi cranici da qui la denominazione di nuclei dei nervi cranici.

#### Nuclei somatomotori
I nuclei somatomotori sono maggiormente complessi, in quanto da essi originano bilateralmente gli assoni motori nelle paia di nervi cranici del: III, IV, V, VI, VII, IX, X, XI, XII; Sono collocati in due zone distinte e vengono a loro volta suddivisi in tre sotto categorie: nuclei somatomotori del mesencefalo, nuclei somatomotori del ponte di Varolio, nuclei somatomotori del bulbo.

##### Nuclei somatomotori del mesencefalo
Il nucleo principale è associato al nervo trocleare pertanto prende la denominazione di nucleo somatomotore del nervo trocleare l'innervazione principale è diretta al muscolo obliquo superiore dell'occhio; al nervo trocleare è associato un secondo nucleo somatomotore il quale riceve le proiezioni (fibre o assoni) del sistema piramidale, le proiezioni del sistema extrapiramidale e le proiezioni del fascicolo longitudinale mediale. Tali nuclei sono connessi ai riflessi oculocefalogiri in quanto attraverso il fascicolo longitudinale mediale scambiano informazioni con i nuclei vestibolari. A questo gruppo appartiene anche il nucleo di Perlia che scambia informazioni con il nervo oculomotore. Il secondo nucleo somatomotorio del mesencefalo è associato alle attività dei muscoli dell'occhio in quanto invia proiezioni ai muscoli: retti mediali sia inferiore che superiore, all'obliquo inferiore ed all'elevatore della palpebra superiore. I nuclei somatomotori associati al III paio ricevono: le proiezioni (gli assoni) delle fibre piramidali sia quelle dirette che quelle crociate, le proiezioni del sistema extrapiramidale e quelle del fascicolo longitudinale mediale, tramite il fascicolo longitudinale mediale vengono comunicate principalmente le informazioni relative ai riflessi che quindi dal corpo raggiungono i nuclei vestibolari e quelli appartenenti all'VI paio.

##### Nuclei somatomotori del ponte
A livello del ponte troviamo il nucleo somatomotore da cui si origina il nervo faciale (l'emergenza anatomica avviene ventralmente all'interno della fossetta sopraolivare), il nervo faciale porta informazioni alla muscolatura facciale, alla porzione posteriore del muscolo digastrico, ai muscoli: stiloidei, stiloglosso, stapedio e del velo palatino. Le proiezioni del sistema piramidale sia crociate che dirette inviano informazioni alla parte superiore del nucleo somatomotore del nervo faciale, mentre soltanto le proiezioni crociate raggiungono la parte inferiore, le dirette curvano dirigendosi ad altri nuclei. Le proiezioni del sistema extrapiramidale a seguito dell'interconnessione con i nuclei sensitivi del trigemino, del cocleare, del glossofaringeo e del vago coinvolgono tale nucleo nei riflessi. A livello del ponte si trova anche il nucleo somatomotore del nervo abducente. Da questo nucleo derivano le proiezioni che innervano il muscolo retto laterale dell'occhio che viene coinvolto nei riflessi a causa delle connessioni che intrattiene con i nuclei vestibolari tramite il fascicolo longitudinale mediale. Associato al nervo trigemino troviamo il nucleo somatomotore del trigemino (conosciuto anche come nucleo masticatorio) che invia proiezioni ai muscoli masticatori: temporale, massetere e pterigoidei ed anche ai muscoli tensori del timpano e del palato; anche questo nucleo riceve proiezioni dirette e crociate dal sistema piramidale e dal sistema extrapiramidale e viene anch'esso coinvolto nei riflessi in quanto lavora in maniera solidale al nucleo sensitivo del V paio ed al nucleo sensitivo del nervo cocleare regolando il funzionamento del muscolo tensore del timpano.

##### Nuclei somatomotori del bulbo
Fra il pavimento del IV ventricolo ed il margine inferiore del bulbo si colloca il nucleo somatomotore del nervo ipoglosso. Dal solco anterolaterale del bulbo emergono gli assoni che innervano i muscoli della lingua. Questo nucleo riceve solo le proiezioni crociate della via piramidale, viene coinvolto nei riflessi in quanto intrattiene connessioni con il nucleo della radice discendente del trigemino. Il nervo accessorio prende origine dal nucleo somatomotore del nervo accessorio, tale nucleo è posto all'altezza dei nei primi cinque/sei mielomeri del midollo spinale. Il nucleo sovraspinale dell'XI paio si origina dalla continuazione in direzione craniale del nucleo della radice discendente del trigemino che confina con la parte superiore del nucleo ambiguo; Il nervo accessorio spinale invia proiezioni al muscolo sternocleidomastoideo ed alla parte superiore del muscolo trapezio deriva dalla fusione delle proiezioni del nervo accessorio che dopo aver attraversato il foro occipitale si uniscono alle proiezioni del nucleo sovraspinale. A livello del nucleo ambiguo emerge il nucleo somatomotore del nervo vago il quale invia proiezioni ai muscoli del faringe e della laringe intervenendo nel controllo della deglutizione e della fonazione. Il nucleo ambiguo oltre a ricevere proiezioni dal sistema piramidale, dal sistema extrapiramidale riceve anche proiezioni dalla mucosa buccale della faringe, dai muscoli laringei e faringei appartenenti alla sensibilità propriocettiva e, tramite i nuclei sensitivi viscerali del vago, delle vie respiratorie del glossofaringeo e del nucleo sensitivo somatico del trigemino. Tramite queste connessioni viene coinvolto nei riflessi quali, la tosse e il vomito. La porzione rostrale del nucleo ambiguo corrisponde invece al nucleo somatomotore del nervo glossofaringeo, il nervo glossofaringeo cranialmente condivide il proprio spazio di emersione con il nervo vago ed invia proiezioni al muscolo stilofaringeo ed al muscolo costrittore superiore della faringe.

#### Nuclei visceroeffettori
Questi nuclei costituiscono la zona visceroeffettrice, i loro assoni costituiscono le proiezioni che si ritrovano nei nervi cranici del III, VII, IX e X paio e che fanno parte del sistema parasimpatico. Per questo motivo ai nervi cranici associati a tali nuclei sono associati nuclei parasimpatici.
A livello del mesencefalo i nuclei parasimpatici dell'oculomotore: il nucleo viscerale (di Edinger-Westphal) ed il nucleo mediano anteriore sono due raggruppamenti di sostanza grigia appartenenti al sistema parasimpatico, le loro proiezioni si diramano attraverso il nervo oculomotore comune. A livello dell'occhio il controllo della dimensione del cristallino e la miosi sono attività riflesse in quanto l'attività dei nuclei parasimpatici dell'oculomotore viene controllata dai nuclei pretettali attraverso le vie ottiche. A livello del ponte il nucleo muconasolacrimale e il nucleo salivatorio superiore (di Kohnstamm) inviano le proprie proiezioni a costituire il nervo intermedio. A livello del bulbo dalla porzione posteriore del nucleo motore dorsale della calotta del bulbo o nucleo cardiopneumo-enterico, derivano gli assoni che costituiscono il nervo vago. La porzione anteriore del nucleo motore dorsale della callotta del bulbo costituisce invece il nucleo salivatorio inferiore.

#### Nuclei viscerosensitivi
Posti in posizione laterale rispetto ai nuclei visceroeffettori sono collocati i nuclei viscerosensitivi. Essi fanno parte della sensibilità viscerale generale e della sensibilità viscerale specifica. Queste vie condividono le stesse afferenze nervose, pertanto non è possibile distinguere le proiezioni del dolore somatico dalle vie del dolore viscerale, ciò si traduce nel fenomeno del dolore riferito ovvero danni agli organi interni vengono interpretati dal cervello come dolore in specifiche zone della pelle. Le proiezioni dei nuclei viscerosensitivi vanno (assieme alle proiezioni di altri nuclei) a costituire tre nervi cranici. A livello del bulbo: dal ganglio nodoso si diramano fibre che contattano il nucleo del tratto solitario da cui origina il nervo vago, dai neuroni pseudounipolari del ganglio petroso si diramano le fibre che contattano il nucleo del tratto solitario da cui origina il nervo glossofaringeo. A livello del ponte le proiezioni del ganglio genicolato contattano la parte superiore del nucleo del tratto solitario. Tale zona viene anche definita nucleo gustativo e da essa fuoriesce il nervo intermedio.
Sia il nucleo del tratto solitario che il nucleo gustativo ricevono informazioni relative al dolore somatico ed al dolore viscerale.

#### Nuclei somatosensitivi
I nuclei somatosensitivi sono posti, rispetto ai nuclei viscerosensitivi, lateralmente in posizione dorsale o ventrale. Questi nuclei vengono suddivisi per funzione in due sottocategorie, i nuclei appartenenti alla sensibilità somatica generale sono definiti nuclei somatosensitivi generali, mentre quelli associati alla sensibilità specifica vengono definiti nuclei somatosensitivi specifici.

##### Nuclei somatosensitivi generali
Dai protoneuroni del ganglio semilunare o ganglio di Gasser derivano proiezioni che, entrando nel ponte, contattano il nucleo somatosensitivo del trigemino dal quale fuoriescono le proiezioni che costituiscono la componente somatosensitiva del nervo trigemino. Il nucleo somatosensitivo del trigemino è suddiviso in tre porzioni: la porzione a livello del tronco encefalico si trova in posizione dorsolaterale, la porzione pontina (definita nucleo principale) si colloca all'esterno del nucleo masticatorio e la porzione bulbospinale viene anche definita nucleo della radice discendente del trigemino. Le proiezioni che trasportano l'informazione dalla periferia dei protoneuroni pseudounipolari del ganglio genicolato, dopo essere penetrate nel ponte, si dividono nel tratto ascendente (che va verso l'alto) e in un tratto discendente (che ritorna verso il basso); Il tratto discendente viene anche definito radice discendente, in quanto vi è associato il nucleo della radice discendente del trigemino.
A livello del ponte: dai protoneuroni pseudounipolari del ganglio genicolato si origina la componente somatosensitiva del nervo intermedio, le proiezioni che trasportano l'informazione dalla periferia si connettono con il nucleo della radice discendente del trigemino.
A livello bulbare: dai neuroni pseudounipolari del ganglio giugulare si origina la componente somatosensitiva del nervo vago, le proiezioni a livello del bulbo si connettono con il nucleo della radice discendente del trigemino; I protoneuroni del ganglio superiore danno origine alla componente somatosensitiva del nervo glossofaringeo, le proiezioni che trasportano l'informazione dalla periferia si connettono con il nucleo della radice discendente del trigemino.

##### Nuclei somatosensitivi specifici
A livello bulbare, dai protoneuroni del ganglio vestibolare o di Scarpa, si origina la componente vestibolare (nervo vestibolare) dell'VIII paio: il nervo vestibolococleare o statoacustico, consta di due nervi distinti: il nervo cocleare e il nervo vestibolare. Le proiezioni di tali neuroni innervano le macule dell'utricolo, le macule del sacculo (che sono recettori di gravità) e le creste ampollari dei canali semicircolari (che sono recettori di accelerazione). Le proiezioni che invece trasportano i segnali dalla periferia penetrano nel nevrasse all'altezza della fossetta retroolivare e contattano i nuclei vestibolari posti nel pavimento del IV ventricolo, i nuclei vestibolari vengono denominati in base alla posizione che occupano a livello del pavomento ventricolare, quindi: nucleo vestibolare inferiore (caudalmente nel bulbo), nucleo vestibolare laterale o nucleo vestibolare di Deiters (tra ponte e bulbo e continua direttamente nel nucleo vestibolare superiore), nucleo vestibolare mediale e nucleo vestibolare superiore (nel ponte).
A livello del ponte, dai protoneuroni del ganglio spirale o ganglio di Corti si origina la componente cocleare dell'VIII paio (nervo cocleare), le proiezioni di tali protoneuroni innervano l'organo del Corti e le cellule acustiche. Il nervo cocleare, sul confine fra ponte e bulbo, entra nel tronco encefalico insieme alle fibre acustiche e si connette con il nucleo cocleare dorsale e con il nucleo cocleare ventrale. Da questi nuclei origina la via cocleare centrale.